# 海伦·诺福克
海伦·诺福克（英語：Helen Norfolk，1981年8月27日—），新西兰女子游泳运动员。她曾代表新西兰参加1998年和2006年英联邦运动会游泳比赛，其中2006年英联邦运动会获得一枚铜牌。